# Courchamps (Aisne)
Courchamps é uma comuna francesa na região administrativa de Altos da França, no departamento de Aisne. Estende-se por uma área de 2,72 km². Em 2010 a comuna tinha 88 habitantes (densidade: 32,4 hab./km²).